# Estación de El Palo
El Palo será una estación de la línea 3 del Metro de Málaga. Se sitúa en el barrio de El Palo del distrito Este de Málaga, España.
| << cabecera | < estación | línea                                          | estación > | cabecera >>  |
| ----------- | ---------- | ---------------------------------------------- | ---------- | ------------ |
| Terminal    | Terminal   | Línea 3 (Metro de Málaga) El Palo-La Malagueta | Mercado    | La Malagueta |